# Elezioni politiche a San Marino del 1978
Le elezioni politiche a San Marino del 1978 si tennero il 28 maggio per il rinnovo del Consiglio Grande e Generale.

## Sistema elettorale
Erano elettori tutti i cittadini sammarinesi che avessero compiuto i 18 anni.

## Risultati
| Partito Democratico Cristiano Sammarinese | 6 380  | 42,30 | 26 |  |  |  |
| Partito Comunista Sammarinese             | 3 791  | 25,14 | 16 |  |  |  |
| Partito Socialista Sammarinese            | 2 077  | 13,77 | 8  |  |  |  |
| Partito Socialista Unitario               | 1 678  | 11,13 | 7  |  |  |  |
| Democrazia Socialista                     | 629    | 4,17  | 2  |  |  |  |
| Comitato Difesa Repubblica                | 426    | 2,82  | 1  |  |  |  |
| Movimento Comunista Marxista-Leninista    | 100    | 0,66  | –  |  |  |  |
| Totale                                    | 15 081 | 100   | 60 |  |  |  |
|                                           |        |       |    |  |  |  |
| Voti non validi                           | 410    | 2,65  |    |  |  |  |
| Votanti                                   | 15 491 | 78,98 |    |  |  |  |
| Elettori                                  | 19 615 |       |    |  |  |  |

Si forma una maggioranza di sinistra composta da PSU, PSS e PCS.